# فيرنون مالون
فيرنون مالون (بالإنجليزية: Vernon Malone)‏ هو سياسي أمريكي، ولد في 20 ديسمبر 1931 في الولايات المتحدة، وتوفي في 18 أبريل 2009 في رالي في الولايات المتحدة. حزبياً، نشط في الحزب الديمقراطي. وقد انتخب عضو مجلس ولاية كارولاينا الشمالية ( – 18 أبريل 2009).